# 混搭 (互聯網)
混搭指整合網路上多個資料來源或功能，以創造新服務的網路應用程式。「混搭」一詞源自於流行音樂將兩種不同風格的音樂混合，以產生新的趣味的作法。雖然在古老的HTML 2.0版本中早有混搭的概念（將圖片提供視為一種服務，一個網頁中的文字與圖片可以來自不同的網站，一個圖文並茂的網頁就是一種原始的混搭。），一般還是將混搭視為Web 2.0的特性之一。

## 概觀
常見的混搭方式除了圖片外，通常是藉由一組公開的程式介面取得其它網站的資料或功能，例如Amazon, eBay, Flickr, Google, Microsoft，及 Yahoo!等公司提供的地圖、影音及新聞等服務。由於對於一般使用者來說，自行撰寫程式碼調用這些功能並不容易，所以一些程式師開始製作程式產生器，替使用者產生程式碼，然後網頁製作者就可以很簡單地以複製－貼上的方式製作出混搭的網頁。
例如一個部落客要在自己的部落格上加上一段影音，最方便的作法就是將這段影音上傳至 YouTube 或其他網站，然後取回嵌入碼，再貼回自己的部落格。
```
<
object
 
width
=
"425"
 
height
=
"353"
>

<
param
 
name
=
"movie"
 
value
=
"http://www.youtube.com/v/H-joPxvvgyA&rel=1"
></
param
>

<
param
 
name
=
"wmode"
 
value
=
"transparent"
></
param
>

<
embed
 
src
=
"http://www.youtube.com/v/H-joPxvvgyA&rel=1"
 
type
=
"application/x-shockwave-flash"
 
wmode
=
"transparent"
 
width
=
"425"
 
height
=
"353"
></
embed
>

</
object
>

```

## 例子
- Google地图
- Yahoo Pipes
- clusty.com
- Ubiquity